# Кинематограф Боснии и Герцеговины
Кинематограф Боснии и Герцеговины — киноискусство и киноиндустрия Боснии и Герцеговины.
Так как Босния и Герцеговина до 1992 года была частью Югославии, все производимые в регионе фильмы были зачислены как произведенные в этой стране. Известные сценаристы, кинорежиссёры и кинематографисты из Боснии и Герцеговины: Златко Топчич, Хайрудин Крвавац, Ахмед Имамович, Ивица Матич, Адемир Кенович, Бенджамин Филипович, Жасмин Диздар, Дино Мустафич, Срджан Вулетич, Аида Бегич и многие другие.

## История
Кино в Боснии и Герцеговине в составе Югославии берет начало в 1920-х годах, когда началось производство немого кино. Босния и Герцеговина — родина важнейших кинофестивалей на Балканах и крупнейших в юго-восточной Европе, например Сараевский кинофестиваль, проведенный в 1995 году во время осады Сараева. На фестивале присутствовали такие люди, как Стив Бушеми, Катрин Картлидж, Боно, Ник Нолти, Майкл Мур, Александр Пэйн и другие. Ещё один известный кинофестиваль — кинофестиваль Боснии и Герцеговины, проведенный в 2003 году в Трайбеке, Нью-Йорк.
Одни из самых известных боснийских режиссёров — Данис Танович, Ясмила Жбанич и Дино Мустафич, которые являются режиссёрами фильмов Ничья земля, Грбавица и Ремейк соответственно.

## Список фильмов
Это лишь неполный список, существует множество других фильмов, произведенных боснийскими режиссёрами.

### 1990-е
| Название                            | Режиссёр                                   | Известные актеры                    | Жанр                               | Год  | Примечания                                                                             |
| ----------------------------------- | ------------------------------------------ | ----------------------------------- | ---------------------------------- | ---- | -------------------------------------------------------------------------------------- |
| Праздник в Сараево                  | Адемир Кенович                             |                                     | Комедия-драма                      | 1991 |                                                                                        |
| Босна!                              | Алэн Феррари, Бернард-Анри Леви            |                                     | Документальный фильм               | 1994 |                                                                                        |
| Мизальдо, конец театра!             | Семездин Мехмединович, Бенджамин Филипович | Бернард-Анри Леви, Исмет Байрамович | Псевдодокументальный фильм         | 1994 |                                                                                        |
| Неловкий возраст                    | Ненад Диздаревич                           | Драшко Трнинич, Игорь Белан         | Комедия-драма                      | 1994 |                                                                                        |
| МГМ Сараево: Человек, Бог, Чудовище | Исмет Арнауталич, Мирсад Идризович         |                                     | Документальный фильм               | 1994 |                                                                                        |
| Чудо в Боснии                       | Дино Мустафич                              |                                     | Документальный фильм/Военный фильм | 1995 | Попал на Каннский кинофестиваль, Венецианский кинофестиваль и Берлинский кинофестиваль |
| Четвертая часть мозга               | Ненад Диздаревич                           |                                     | Документальный фильм               | 1995 |                                                                                        |
| Год после Дейтона                   | Николаус Гейрхальтер                       |                                     | Документальный фильм               | 1997 |                                                                                        |
| Неожиданная прогулка                | Франсуа Башич                              | Сенад Башич                         | Драма                              | 1997 | Текст ячейки                                                                           |
| Идеальный круг                      | Адемир Кенович                             | Мустафа Надаревич                   | Драма                              | 1997 |                                                                                        |
| Жизнь в кругу                       | Горан Дуякович                             |                                     | Документальный фильм               | 1997 |                                                                                        |

### 2000-е
| Название              | Режиссёр        | Известные актеры | Жанр | Год  | Примечания                  |
| --------------------- | --------------- | ---------------- | ---- | ---- | --------------------------- |
| Люди с полигона       |                 |                  |      | 2000 |                             |
| Млечный путь          | Фарук Соколович |                  |      | 2000 |                             |
| Мой мертвый город     |                 |                  |      | 2000 |                             |
| Туннель               |                 |                  |      | 2000 |                             |
| Ничья земля           | Данис Танович   |                  |      | 2001 | Каннский кинофестиваль 2001 |
| Его Высочество Колесо |                 |                  |      | 2001 |                             |

И многие другие…